# Allendorf (Haiger)
Allendorf is een plaats in de Duitse gemeente Haiger, deelstaat Hessen, en telt 2348 inwoners (2005).